# Даван
Дава́н (бур. Дабаан — «перевал») — горный перевал на границе Бурятии и Иркутской области в северной части Байкальского хребта.
Высота перевала — 990 м. С запада на восток по нему идёт автодорога Усть-Кут — Новый Уоян (АвтоБАМ). Под седловиной Давана проходит Байкальский тоннель Байкало-Амурской магистрали длиной 6685,6 м.
К западу от перевала находятся: в 8 км — посёлок Гранитный, в 11 км — разъезд Дельбичинда. К юго-востоку от перевала в 4,5 км расположена станция Дабан, в 20 км находится станция Гоуджекит и база отдыха «Гоуджекит» с термальными источниками (близ бывшего посёлка Солнечный).

## Фрирайд
За зиму снежный покров на Даване достигает 3−7 метров, благодаря чему склоны перевала используются для фрирайда. Перепад высот — 1000−1100 метров, длина спусков доходит до 7 километров.
В последние годы популярность Давана как места для горнолыжного спорта начала расти. Весной 2009 года для подъёма фрирайдеров на перевале начал работать ратрак.
Площадь катания — 1000 м². Два основных района катания на перевале Даван — гора Северобайкальская и гора Ленинградская.